# Alan Thorne
Alan Gordon Thorne (01 tháng 03 năm 1939 – 21 tháng 05 năm 2012) là một học giả người Úc, đã tham gia rộng rãi vào các sự kiện nhân học khác nhau và được xem là người tiên phong về việc giải thích nguồn gốc thổ dân Úc và hệ gen của con người. Thorne quan tâm đến các vấn đề khảo cổ học và sự tiến hóa loài người khi là một giảng viên về giải phẫu cơ thể người tại Đại học Sydney. Sau cùng ông là giáo sư ở Đại học Quốc gia Úc (ANU), nơi ông dạy môn sinh học và giải phẫu học con người. Theo thời gian, trải qua nhiều cuộc khai quật như ở hồ Mungo và Kow Swamp, Thorne thừa nhận nhiều dữ liệu đáng kể đã mâu thuẫn với lý thuyết truyền thống giải thích sự phát tán thời tiền sử của con người.

## Hoạt động

### Di chỉ hồ Mungo
Năm 1969 khi là giảng viên tại Đại học Sydney ông thực hiện khôi phục các phần của di cốt hồ Mungo là LM1 hay "Mungo Lady", và LM3 hay "Mungo Man".

### Di chỉ Kow Swamp
Thời kỳ năm 1968 và 1972 ông đóng vai trò trọng yếu trong việc khai quật di chỉ khảo cổ Kow Swamp.

## Thuyết liên tục khu vực
Thorne cùng nhiều nhà nghiên cứu khác trong nhiều thập kỷ theo đuổi lý thuyết về "tính liên tục khu vực" trong tiến hóa loài người. Điểm đặc biệt quan trọng để chứng minh lý thuyết này là những kiến thức cơ bản về giải phẫu học con người trong tiến hóa.
Thuyết này cho rằng khoảng 2 triệu năm trước, Homo sapiens (không phải Homo erectus) đã rời châu Phi và phát tán khắp khu vực Trung Đông, vào châu Âu, Bắc và Nam Mỹ và châu Á, và từ đấy đi thẳng đến châu Úc. Thorne lập luận rằng tất cả con người đều có nguồn gốc từ hành trình đơn nhất ban đầu này. Thuyết này giải thích tiếp rằng các phụ loài của vượn nhân hình (Hominidae, là Homo erectus và Homo antecessor) là cơ sở hình thành các đặc tính hình thể khác nhau của con người thời hiện đại, chẳng hạn như đặc điểm miền nam thanh mảnh cao, còn miền bắc chắc nịch thấp. Điểm cơ bản của lập luận này là khả năng hòa huyết giữa các chủng loài vượn nhân hình khác nhau (Thorne sử dụng các kết quả nghiên cứu động vật rộng lớn của ông để chứng minh điều này). Theo thời gian tiến triển, hành vi này có thể đã lan rộng ra, và sự hòa huyết tiếp nối với chủng vượn nhân hình khác nhau đã tạo ra các chủng tộc như hiện nay.